# Faramea guayaquilensis
Faramea guayaquilensis är en måreväxtart som beskrevs av Dc.. Faramea guayaquilensis ingår i släktet Faramea och familjen måreväxter.
Artens utbredningsområde är Ecuador. Inga underarter finns listade i Catalogue of Life.